# Leni Timmermann
Leni Timmermann (* 5. März 1901 in Witten; † 27. September 1992 in Hamburg; geboren als Helene Pahlenberg) war eine deutsche Pianistin, Klavierpädagogin, Chorleiterin, Gesangspädagogin, Komponistin und Autorin (Lyrik, Unterhaltungsmusik). Sie komponierte volkstümliche Melodien und schrieb Texte für Kinder-, Wander-, Stimmungs- und Weihnachtslieder sowie Gedichte für öffentliche und private Veranstaltungen, z. B. Geburtstage und Jubiläen. 24 Lieder wurden in Bearbeitungen veröffentlicht.

## Leben
Leni Timmermann wurde als Leni Pahlenberg, als Tochter eines Stuckateurs und Bauunternehmers geboren und wuchs nach dem Umzug der Familie in Marl-Hüls bei Recklinghausen auf. Schon als Volksschülerin erhielt sie den ersten Klavierunterricht bei dem Musiklehrer und Organisten Dammann.

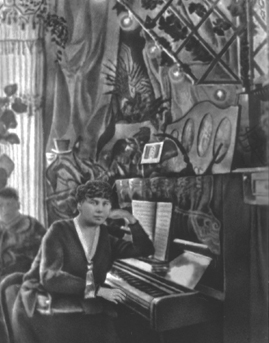
Porträt aus der Studienzeit

Während des Ersten Weltkriegs leistete Leni Pahlenberg Lazarettdienst, besuchte aber auch das Witte’sche Konservatorium in Essen und später, ab 1919 das Konservatorium Recklinghausen und schloss ihr anschließendes Musikstudium an der Akademie für Sprache, Bewegung und Musik in Münster/Westf. 1927 als Schülerin der Gesangssolisten Georg Voigt und Eva von Skopnik mit einer Prüfung in den Fächern Klavier und Gesang ab. Anschließend gab sie in Marl-Hüls/Westf. Klavier- und anfangs auch Gesangsunterricht. Gleichzeitig wirkte sie als Pianistin, zum Teil als Begleiterin von Violin- und Gesangssolisten, zum Teil auch mit ihren Schülern und Schülerinnen, vorwiegend bei lokalen Musikveranstaltungen auf Vereinsebene, so in Lüdenscheid, dem Herkunftsort der Mutter, aus Anlass des goldenen Sängerjubiläums des Großvaters. In dieser Zeit entstanden ihre ersten eigenständigen Kompositionen.
In den 1920er Jahren leitete sie eine Jugendgruppe des Vaterländischen Frauenvereins, in der auch Musik gepflegt wurde.
1931 heiratete sie den Realschullehrer Franz Timmermann, mit dem sie zwei Kinder bekam, 1933 Franz Hubert und 1940 Margarete.
1933 entschied sie sich, nicht der Reichsmusikkammer beizutreten, was faktisch zu einem Berufsverbot führte, denn ohne deren Erlaubnis durfte sie nicht mehr öffentlich auftreten. Näheres ist über diesen Vorgang nicht bekannt, denn die entsprechenden Akten der Reichsmusikkammer wurden im Krieg vernichtet (Auskunft des Bundesarchivs vom 10. September 2004). Leni Timmermann zog sich ins Privatleben zurück und war in der Folgezeit nur noch Hausfrau und Mutter.
Nach 1945 gab sie wieder Klavierunterricht. Ab 1970 veröffentlichte sie gemeinsam mit ihrem Sohn Franz Hubert Timmermann 24 ihrer Kompositionen als Noten und auf Schallplatten.
Sie starb am 27. September 1992 in Hamburg.

## Musik
Die für private und kleinere öffentliche Anlässe entstandenen Stücke gelten als Beleg für eine anheimelnde Innerlichkeit aus den Zeiten der inneren Emigration.
Die Themen beziehen sich auf den Alltag: Heimat, Geselligkeit, Familie, Besinnlichkeit, Innigkeit, aber auch religiösen Ernst und Reflexion. Zum Teil mit dem Erfolg, dass auch englische, lettische, norwegische und russische Ensembles die Lieder mochten („she composed mainly light and folk music“, so die International Encyclopedia of Women Composers). Arrangeur und erster Übersetzer war der englische Komponist und BBC Music Producer and Organizer David Cox (1916–1997).
Leni Timmermanns Lieder wurden als Noten und zum Teil auch in mehreren Sprachen auf derzeit etwa 30 Schallplatten und CDs veröffentlicht. Ihre Stücke wurden erst in der Nachkriegszeit aufgeführt, gewannen aber schnell ein Publikum im lokalen Umfeld, wurden dann für den Rundfunk aufgenommen und fanden schließlich auch in der Presse Resonanz.

## Forschungsstand, Nachwelt
Die privaten Dokumente gingen der Familie im Krieg verloren. Infolgedessen besteht Forschungsbedarf zu den Auftritten Leni Pahlenbergs (vor der Heirat) für die Jahre von ca. 1918–1933 anhand der Zeitungsbestände in den Stadtarchiven Recklinghausen und Umgebung auf der Grundlage von Zeitungsberichten der Lokalpresse, den Hinweisen aus Veranstaltungsprogrammen und den Anmeldungen der GEMA-Vorgängerin, der STAGMA.
Bis zu ihrem Ruhestand 1966 wirkte Leni Timmermann als Klavierlehrerin, Pianistin und Organistin vorwiegend bei kirchlichen, geselligen und privaten Veranstaltungen.
Als Komponistin wurde sie erst verhältnismäßig spät einer größeren Öffentlichkeit bekannt. Auf Bitten ihres Sohnes spielte sie einige Lieder auf ein Tonband, das dann einer Hamburger Schallplattenfirma vorgelegt wurde, die sich nach einer Aktualisierung der Texte durch die Autorin selbst 1974 für die zunächst noch privat finanzierte Produktion einer ersten Schallplatte unter dem Titel “Abend sinkt leis´auf die Welt” entschied. Der Titel ist eine Zeile aus dem Wiegenlied für Leni Timmermanns Tochter „Fromm sich die Blümlein neigen“.
Die Platte fand im Freundes- und Bekanntenkreis guten Anklang und weckte das Interesse von weiteren Schallplatten- und Musikverlagen, so dass schließlich fünf weitere Platten, etwa 20 CDs, fünf Musikkassetten und drei Notenhefte mit Liedern folgten. Die Musik fand zunächst vorwiegend in Westfalen, im Ruhrgebiet und im Sauerland Anklang.
Seit 1984 liegen die Kompositionen gedruckt vor.
Auch im neuen Jahrtausend wird Leni Timmermann weiterhin rezipiert: Im Jahr 2000 wurde ihr im Rahmen des Musical Congress „Broadway on the Ruhr“ im Kongress-Zentrum der Westfalenhallen Dortmund ein Kurzvortrag gewidmet.
Aus Anlass ihres hundertsten Geburtstags legte die Deutsche Gesellschaft für Westfälische Musik und Musikgeschichte e.V. (DGWM) im Jahre 2001 eine Auswahl an Chorliedern als CD vor. In ihrer Heimatstadt Marl veranstaltete die Musikschule ein Geburtstagskonzert und veröffentlichte es auf einer weiteren CD.
Seit 2008 wird zudem der Leni Timmermann Preis vergeben. Preisträgerin des Jahres 2008 war Margarita Feinstein.

## Werkliste, Ausgaben

### Lieder
1. Kleine Trommler (d) ca. 1976.
2. Erster Frühling (b) ca. 1975.
3. Frühlings Willkommen, (f).

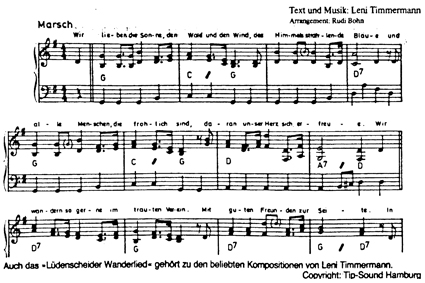
Partitur des Liedes "Marsch"

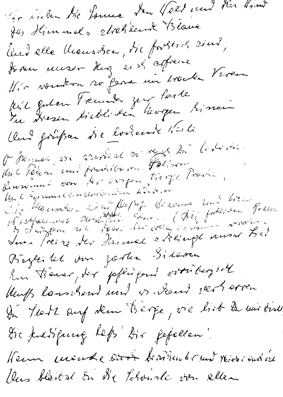
Liedtext des Liedes "Marsch", geschrieben auf einer Bäckertüte

4. Lüdenscheider Wanderlied, (e) Neubearbeitung 1978.
5. Lüdenscheider Heimatlied, (e) Neubearbeitung 1978.
6. Eine Oma ging spazieren, (b).
7. Gehst du der Sonne entgegen, (d).
8. Der Sommer achtundsiebzig, (d) 1978.
9. Wir gratulieren unsrer Düsselstadt, (d) 1978.
10. Herrlicher Rhein, (e) ca. 1978.
11. Memories of Yesteryear, Tango ca. 1940.
12. Denk daran (Schön ist die Welt), (f) ca. 1978 (neuer Text zu “Draußen am Fenster” - Nr. 19).
13. Fromm sich die Blümelein neigen, (b) ca. 1934.
14. Verträumtes Dämmerstündchen, ca. 1940.
15. Das bunte Bällchen, (b), Neubearbeitung 1967.
16. Bübchen muß jetzt schlafen gehen, (b), ca. 1933.
17. Nun geht die Sonne zur Ruh, (b).
18. Wiegenlied für Julia, (b), ca. 1975.
19. Draußen am Fenster, (b), 1940.
20. Stolzer November, (Proud November), (a).
21. Weihnachtserwartung, (Waiting for Christmas), (a).
22. Leise schwebend auf Engelshänden, (See descending from Realms of Glory) (a).
23. Christbaumlegende (Christmas Tree Legend; Légende de l’Arbre de Noël), (a).
24. Wunder von Bethlehem (Miracle in Bethlehem), (a) 1944.

Soweit nicht angegeben, ist das Entstehungsjahr nicht bekannt.
a) Weihnachts-, b) Kinder-, c) Wander-, d) Karnevals- e) Heimat-, f) Stimmungslieder
Verlag und Publikationsjahr (der Noten):
Weihnachtslieder Nrn. 22 – 24: Banks Music Publications York YO4 1LB 1999; übrige: Ó Rudolf Slezak – Musikverlag 1984, ab 2000: Hartmut Kiesewetter Musikverlag Hamburg.
"Leni Timmermann Three German Carols", Oxford University Press London 1983

### Bearbeiter

#### Deutsche Texte
- Rudi Bohn (Nrn.1, 4, 13, 17, 19, 20, 22)
- Werner Lang (Nrn. 2, 3, 5, 6-12, 14-16, 21, 23)
- Hans Günter Höller (Nrn. 5, 22, 24)
- August Peter Waldenmaier (Nrn. 2, 12, 14, 16, 18, 22)
- David V. Cox (Nrn. 22-24)
- Gerhard Dickel (Nrn. 12, 17, 20, 22-24)
- Wolfgang Trommer (Nr. 4)
- Fritz Helmkamp (Nr. 24)

- Jürgen Luhn  Nrn. 4, 12, 13, 15, 17, 18
- Hartmut Kiesewetter Nrn. 1, 6
- Wolfgang Hochstein Nrn. 1, 2, 6, 11, 13, 17, 18, 20 – 24
- Floyd E. Nilsen Nrn. 3, 8, 10

#### Texte in anderen Sprachen
- Chinesisch: Wei Hertz: Nrn. 1, 2, 6,7,13,16, 17, 18, 20
- Englisch: David Cox Nrn. 22 – 24; Lionel Salter Nrn. 20 – 22, 24
- Französisch: Béatrice Bourgeois, Chantal Pierre Nr. 23
- Lettisch:Amanda Aizpuriete, Katerina Kanta:  Nrn. 1,2,6,13,17-24
- Norwegisch: Andreas Aagedal Nrn.2,3,6,8,10,13,16-24.
- Russisch: Henrietta Drosdowa Nrn. 22 – 24, Natalia Svoiskaja Nrn. 12,17,20

### CDs  (Auswahl)
- CD Lieder aus dem Sauerland, Ausgabe zum Andenken an Leni Timmermann, Nrn. 4, 5, Seppenrade: Edition Spillmann 2002
- CD Lieder für Mutter und Kind von Leni Timmermann und anderen Komponisten, Nrn. 2, 13 -  19, Vertrieb: Music Art Emotions, 2005, LC 12492
- CD Schön ist die Welt, Intermedia/Funkturm Musik, TPL 62.26, 1989, LC 6715
- CD Vokalensemble Isaac St. Petersburg Nrn. 22, 23, 24 (russisch)  RP 1440, 1999, LC 04188
- CD 100 Jahre Geburtstagskonzert für Leni Timmermann, Nrn. 2, 8, 9, 13, 19;  2001, LC 12492
- CD Leni Timmermann Revue. Eine musikalische Revue durch das Leben der Komponistin und Musikerin Leni Timmermann. Mit Texten, gesprochen von Thomas  Mayr, 2 CDs, Münster: agenda 2007, ISRC De-EG6-07-0001-0051
- CD Leni Timmermann – Ihr Leben in Liedern, Eine klingende Biographie der westfälischen Musikerin und Komponistin, gesprochen von Armin Diedrichsen, 2007, Leni’s Music LC 12492, ISRC DE–EG6-07-0052-0085
- CD Wunder von Bethlehem (Miracle in Bethlehem) Weihnachtslieder, Jahresgabe der Deutschen Gesellschaft für Westfälische Musik und Musikgeschichte, Weihnachten 2003, Seppenrade: Edition Spillmann, Münster: agenda 2003, (Leni´s Music LC 12492).
- CD Miracle in Bethlehem, Nrn. 20-24 (englisch) 1997, SOMM CD 211 LC 12492
- CD Bunte Bällchen für den Frieden, Die schönsten Titel aus dem Musical „Frieden auf dieser Welt“ mit Liedern von Leni Timmermann, Nrn. 1, 4, 6, 12, 13, 15, 17, 18; Leni`s Music LC 12492
- CD Weihnachtserwartung, Nrn 20 – 24, (deutsch und lettisch) Vertrieb: Music Art Emotions, 2009, Leni’s Music  LC 12492
- CD Cantus Connecting Continents – China Nrn. 1, 13, 17, 18, 19, 20 (lettisch und chinesisch)  Vertrieb: Music Art Emotions, 2009, Leni’s Music  LC 12492
- CD [Grieg/Timmermann; Mayr/Thingbœ] in Vorbereitung
- CD [Sanger fra Norden; Schola Vocalis] in Vorbereitung
- CD Leni Timmermann 1901–1992, Chorlieder. Dokumentation von Robert Spillmann, Münster: agenda 2001 (Musik in Westfalen, Klangporträt 2)
- CD Leni Timmermann Revue. Eine musikalische Revue durch das Leben der Komponistin und Musikerin Leni Timmermann. Mit Texten, gesprochen von Thomas  Mayr, 2 CDs, Münster: agenda 2007, ISRC De-EG6-07-00001-00051